# Limonium cordatum
Limonium cordatum är en triftväxtart som först beskrevs av Carl von Linné, och fick sitt nu gällande namn av Philip Miller. Limonium cordatum ingår i släktet rispar, och familjen triftväxter. Inga underarter finns listade i Catalogue of Life.